# Тіна Бахманн
Тіна Бахманн (нім. Tina Bachmann, 15 липня 1986) — німецька біатлоністка, чемпіонка та призерка чемпіонату світу.
Тіна розпочала займатися біатлоном із 1997, входить до складу збірної Німеччини з 2004. Срібну медаль чемпіонату світу вона здобула в Ханти-Мансійську у 2011 в індивідуальній гонці на 15 км. На тому ж чемпіонаті в складі жіночої збірної Німеччини Тіна стала чемпіокою світу в естафеті.

## Статистика
У таблиці наведено статистику виступів біатлоніста в Кубку світу.
- Місця 1–3: кількість подіумів
- Чільна 10: кількість фінішів у першій десятці
- В очках: кількість виступів, на яких біатлоніст здобував очки
- Старти: кількість стартів

| Місця                              | Індивід. | Спринт | Персьют | Мас-старт | Естафета | Разом |
| ---------------------------------- | -------- | ------ | ------- | --------- | -------- | ----- |
| 1                                  |          | 1      |         |           |          | 1     |
| 2                                  |          |        |         |           | 1        | 1     |
| 3                                  |          |        |         |           |          |       |
| Чільна 10                          |          | 3      | 2       |           | 1        | 6     |
| В очках                            | 1        | 8      | 7       | 4         | 1        | 21    |
| Стартів                            | 2        | 10     | 7       | 4         | 1        | 24    |
| Станом на: кінець сезону 2009/2010 |          |        |         |           |          |       |